# المحلة (نجرة)

تعديل مصدري - تعديل

المحلة هي إحدى قرى عزلة الشرقى بمديرية نجرة التابعة لمحافظة حجة، بلغ تعداد سكانها 125 نسمة حسب تعداد اليمن لعام 2004.